# Guam en los Juegos Olímpicos de Río de Janeiro 2016
El Equipo Olímpico de Guam (identificado con el código GUM) fue una de las delegaciones participantes en los Juegos Olímpicos, representante de Guam. Esta fue la octava aparición consecutiva se Guam en los Juegos Olímpicos de verano.
El Comité Olímpico de Guam envió la delegación más pequeña del territorio desde los Juegos Olímpicos de Atenas 2004. Cinco atletas, tres hombres y dos mujeres, fueron elegidos para competir en atletismo, mountain bike y natación. Tres de los atletas tuvieron su debut olímpico, y para Pilar Shimizu y Benjamin Schulte se trató de su segunda participación. Schulte fue el abanderado de durante la ceremonia de apertura.
Guam, sin embargo, aún no ha ganado su primera medalla olímpica.

## Deportes

### Atletismo
Guam recibió una invitación de la IAAF para enviar dos atletas (uno masculino y uno femenino)
Hombres
| Atleta         | Evento | Eliminatorias | Eliminatorias | Cuartos de final | Cuartos de final | Semifinal    | Semifinal    | Final        | Final        |
| Atleta         | Evento | Resultado     | Rango         | Resultado        | Rango            | Resultado    | Rango        | Resultado    | Rango        |
| -------------- | ------ | ------------- | ------------- | ---------------- | ---------------- | ------------ | ------------ | ------------ | ------------ |
| Joshua Ilustre | 800 m  | DSQ           | DSQ           |                  |                  | No clasificó | No clasificó | No clasificó | No clasificó |

Mujeres
| Regina Tugade | 100 m | 12.52 | 3 | No clasificó | No clasificó | No clasificó | No clasificó | No clasificó | No clasificó |

### Ciclismo
Guam ha calificado de un ciclista de montaña para la carrera olímpica masculina, siendo el único representante de Oceanía en la competencia.
| Atleta        | Evento                  | Tiempo     | Rank       |
| ------------- | ----------------------- | ---------- | ---------- |
| Peter Lombard | Cross country masculino | No terminó | No terminó |

### Natación
Guam ha recibido una invitación de FINA para enviar dos nadadores (uno masculino y otro femenino) a los Juegos Olímpicos.
| Atleta           | Evento                            | Clasificación | Clasificación | Semifinal    | Semifinal    | Final        | Final        |
| Atleta           | Evento                            | Tiempo        | Rank          | Tiempo       | Rank         | Tiempo       | Rank         |
| ---------------- | --------------------------------- | ------------- | ------------- | ------------ | ------------ | ------------ | ------------ |
| Benjamin Schulte | Estilo pecho 100 metros masculino | 1:03,29       | 43.º          | No avanzó    | No avanzó    | No avanzó    | No avanzó    |
| Pilar Shimizu    | Estilo pecho 100 metros femenino  | 1:16.65       | 38            | No clasificó | No clasificó | No clasificó | No clasificó |